# Ernest Perrot De Thannberg
Ernest Perrot visconte De Thannberg (Altkirch, 9 aprile 1812 – Parigi, 18 febbraio 1883) è stato un patriota e militare francese, servì tra i volontari del Risorgimento italiano.

## Biografia
Nacque nel 1812 a Altkirch, un comune alsaziano in Francia, da una famiglia nobile, il padre era il conte Pierre Joseph Perrot e la madre Anne Marie Thannberg.
Di sentimenti repubblicani fu un fervido seguace di Giuseppe Mazzini e Carlo Cattaneo, da giovane militò come ufficiale nella marina militare francese,  combatté come ufficiale in Portogallo e in Spagna tra le file dei Costituzionali contro i Carlisti e infine nella Legione straniera francese in Algeria. Allo  scoppio della prima guerra di indipendenza italiana del 1848 corse a Milano ove assunse il comando della 7ª Compagnia di volontari della Guardia Civica combattendo durante le cinque giornate di Milano con lo scopo di sostenere la rivolta antiaustriaca del nascente Governo provvisorio di Milano.
Nominato colonnello dei Corpi Volontari Lombardi del generale Michele Allemandi, combatté in Trentino al comando della 3ª  Colonna nel corso della sfortunata invasione  volta alla conquista di Trento e alla difesa del confine lombardo-trentino nel Corpo d'Osservazione del generale Giacomo Durando distinguendosi nei combattimenti di Monte Suello del 22 maggio e in Val Vestino il giorno 27. Con il ritorno degli austriaci in seguito alla sconfitta di Custoza, Thannberg riparò in Piemonte ove assunse il comando del 20º Reggimento fanteria dell'esercito sabaudo.
Nel 1849, con la ripresa delle ostilità contro l'Austria, comandò una brigata della Divisione "Lombarda" del generale Gerolamo Ramorino, ma nel settembre con la smobilitazione dell'esercito piemontese sconfitto, fu dispensato dal servizio.
Sposato con la danzatrice Palmira Andreu Ibañez (Perpignan, 1832- Barcellona, 1860), Ernest Perrot de Thannberg morì a Parigi nel 1883.